# Спорник, Екатерина Григорьевна
Екатерина Григорьевна Спорник (12 февраля 1930, Дудковка, Днепропетровский округ — 3 ноября 2012, Дудковка, Днепропетровская область) — передовик советского сельского хозяйства, звеньевая колхоза «Гигант» Магдалиновского района Днепропетровской области. Герой Социалистического Труда (1971).

## Биография
Родилась 12 февраля 1930 года в селе Дудковка Магдалиновского района (ныне Днепропетровской области) в многодетной украинской семье.
В период Великой Отечественной войны проживала на оккупированной территории. После освобождения, с 1945 года, в возрасте пятнадцать лет начала работать в местном колхозе. В зимнее время на ферме, летнее — в полеводческой бригаде. Была назначена звеньевой комплексной бригады по выращиванию сахарной свёклы в колхозе «Гигант». Поэтапно добивалась увеличения производственных результатов, вышла в передовики в районе и области.
Указом Президиума Верховного Совета СССР от 8 апреля 1971 года за получение высоких показателей в сельском хозяйстве и рекордные урожаи свёклы Екатерине Григорьевне Спорник было присвоено звание Героя Социалистического Труда с вручением ордена Ленина и медали «Серп и Молот».
Продолжала трудиться в колхозе звеньевой до выхода на пенсию в 1995 году.
Проживала в селе Дудковка. Умерла 3 ноября 2012 года, похоронена на сельском кладбище.

## Награды
- золотая звезда «Серп и Молот» (08.04.1971);
- орден Ленина (08.04.1971);
- юбилейная медаль «20 лет независимости Украины» (19 августа 2011 года) — за значительный личный вклад в социально-экономическое, научно-техническое и культурно-образовательное развитие Украинского государства, весомые трудовые достижения и многолетний добросовестный труд[1];
- другие медали.